# Wasserwerk Köpenick

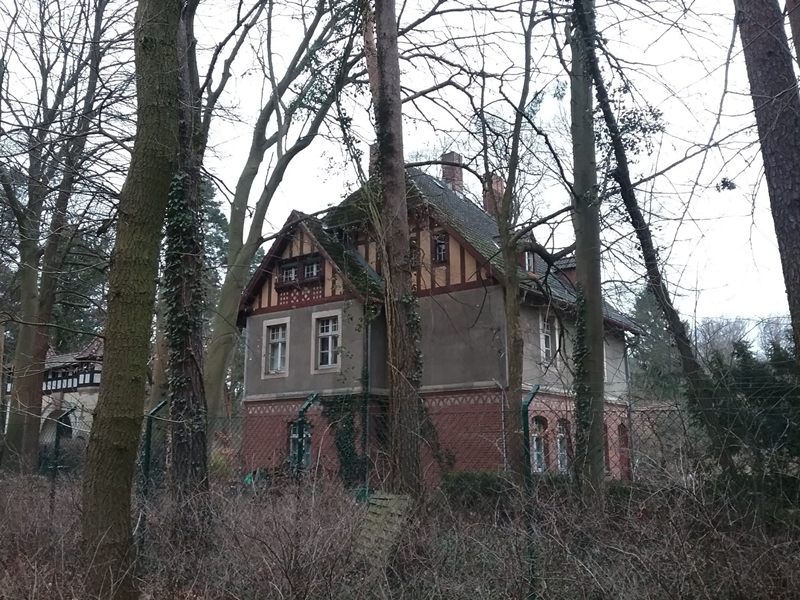
Wasserwerk Köpenick

Das Wasserwerk Köpenick ist eine Gesamtdenkmalanlage und ein ehemaliges Wasserwerk im Ortsteil Köpenick des Berliner Bezirks Treptow-Köpenick. Seit dem Jahr 1990 steht das Wasserwerk unter Denkmalschutz.

## Geschichte
Der Architekt und Stadtbaurat Hugo Kinzer hatte das Wasserwerk im englischen Jagdhausstil entworfen, der Bau erfolgte im Jahr 1906 mit elf Brunnen. Das Wasserwerk war von Anfang an auf elektrischen Antrieb ausgelegt und der elektrische Strom kam anfangs vom Drehstromkraftwerk Oberspree in Oberschöneweide und später vom eigenen Elektrizitätswerk der Stadt. Die Eröffnung des Wasserwerks fand im März 1907 statt und das Werk besaß eine Kapazität von 6000 m³/Tag. Es entstanden ein Rieselergebäude, vier Langsamfilter, auch ein kleines Gebäude für die Sandwäsche, ein Wohnhaus sowie ein Absetzbecken für die Riesler und die Abwässer aus der Sandwäsche.
Das Wasserwerk wurde an einem günstigen Ort gebaut, somit entfiel der Bau eines Wasserturms. Dafür wurde in 350 Meter Entfernung in den Müggelbergen ein über 50 Meter über dem Wasserwerk liegender Erdhochbehälter mit 1930 m³ Inhalt geschaffen. Im Jahr 1913 wurde die Anzahl der Brunnen an den beiden Heberleitungen auf 17 erhöht und die Werkskapazität stieg auf 7000 m³/Tag. Als Köpenick im Jahr 1920 nach Berlin eingemeindet wurde, versorgte das Wasserwerk über 1145 Hausanschlüsse für 32.500 Einwohner mit circa 1 Million m³ Wasser jährlich. Die Rohrnetzlänge betrug 43 Kilometer. Im Jahr 1926 bekam es einen dritten aufgestellten Maschinensatz, der quer vor den beiden Aggregaten der Erstausstattung liegt. Das Wasserwerk hat bis heute einen ursprünglichen Zustand behalten. Am 20. Juni 1996 wurde das Wasserwerk stillgelegt. Das Rohrnetz des Wasserwerkes Friedrichshagen nimmt das Wasser aus dem Erdhochbehälter, das durch eine Druckerhöhungsstation gefüllt wird. Von 1998 bis 2008 wurde die vom ZDF produzierte Kinderserie Anja & Anton in diesem Wasserwerk in 55 Episoden produziert.